# شيماء الجمال
شيماء الجمال (مواليد 30 يناير 1980) هي مبارزة مصرية، مثّلت مصر في أربع دورات أولمبية؛ سيدني 2000 وأثينا 2004 وبكين 2008 ولندن 2012. شقيقتها أيضًا لاعبة مبارزة أولمبية، وهي إيمان الجمال، وقد شاركتا معًا في منافسات المبارزة دورتي 2008 و2012، حتى أنهما قد لعبتا معًا في منافسات الفِرَق في الدورتين.

## المشاركة الأولمبية

### سيدني 2000
- شيش - فردي: الدور الأول (لم تتأهل، المركز الـ40) [5]

### أثينا 2004
| الرياضيّة     | الحدث    | دور الـ32              | دور الـ16       | ربع النهائي     | نصف النهائي     | النهائي / م ب   | النهائي / م ب |
| الرياضيّة     | الحدث    | المنافس النتيجة        | المنافس النتيجة | المنافس النتيجة | المنافس النتيجة | المنافس النتيجة | الترتيب       |
| ------------ | -------- | ---------------------- | --------------- | --------------- | --------------- | --------------- | ------------- |
| شيماء الجمال | شيش فردي | بويكو (روسيا) · خ 7–13 | لم تتأهل        | لم تتأهل        | لم تتأهل        | لم تتأهل        | لم تتأهل      |

### بكين 2008
| الرياضِيّة/ات                           | الحدث    | دور الـ64                   | دور الـ32                             | دور الـ16     | ربع النهائي           | نصف النهائي                               | النهائي / م ب                                | النهائي / م ب |
| الرياضِيّة/ات                           | الحدث    | الخصم النتيجة               | الخصم النتيجة                         | الخصم النتيجة | الخصم النتيجة         | الخصم النتيجة                             | الخصم النتيجة                                | الترتيب       |
| ------------------------------------- | -------- | --------------------------- | ------------------------------------- | ------------- | --------------------- | ----------------------------------------- | -------------------------------------------- | ------------- |
| شيماء الجمال                          | شيش فردي | إيمان شعبان (مصر) · ف 15–12 | نام هيون هي (كوريا الجنوبية) · خ 6–15 | لم تتأهل      | لم تتأهل              | لم تتأهل                                  | لم تتأهل                                     | لم تتأهل      |
| إيمان الجمال شيماء الجمال إيمان شعبان | شيش فريق | —                           | —                                     | —             | روسيا (RUS) · خ 23–45 | تصنيف نصف النهائي · الصين (CHN) · خ 24–45 | تحديد المركز السابع · بولندا (POL) · خ 14–45 | 8             |

### لندن 2012
| الرياضيّة                                          | الحدث    | دور الـ64                 | دور الـ32     | دور الـ16                       | ربع النهائي   | نصف النهائي   | النهائي/ م ب  | النهائي/ م ب |
| الرياضيّة                                          | الحدث    | الخصم النتيجة             | الخصم النتيجة | الخصم النتيجة                   | الخصم النتيجة | الخصم النتيجة | الخصم النتيجة | الترتيب      |
| ------------------------------------------------- | -------- | ------------------------- | ------------- | ------------------------------- | ------------- | ------------- | ------------- | ------------ |
| شيماء الجمال                                      | فردي شيش | منى شايتو (لبنان) · خ 6–7 | لم تتأهل      | لم تتأهل                        | لم تتأهل      | لم تتأهل      | لم تتأهل      | لم تتأهل     |
| إيمان الجمال شيماء الجمال إيمان شعبان رنا الحسيني | فريق شيش | —                         | —             | بريطانيا العظمى (GBR) · خ 34–45 | لم يتأهلن     | لم يتأهلن     | لم يتأهلن     | لم يتأهلن    |

## روابط خارجية
- شيماء الجمال على موقع الاتحاد الدولي للمبارزة (الإنجليزية)
- شيماء الجمال على موقع اللجنة الأولمبية الدولية (الإنجليزية)
- شيماء الجمال على موقع أوليمبيديا (الإنجليزية)